# Wojewodowie PRL (1973–1989)
Wojewodowie PRL od 1973 do 1989 – niekompletny wykaz wojewodów w PRL, zajmujących te stanowiska od przywrócenia stanowiska wojewodów w 1973 roku (dawne województwa) i reformy administracyjnej 1975 do dnia 31 grudnia 1989, tj. przywrócenia Państwu Polskiemu historycznej nazwy Rzeczpospolita Polska przez Sejm PRL X kadencji.

## Bialskopodlaskie
- 1975–1986 Józef Piela
- 1986–1990 Stanisław Rapa

## Białostockie
- 1972–1980 Zygmunt Sprycha
- 1980–1986 Kazimierz Dunaj
- 1986–1990 Marian Gała

## Bielskie
- 1975–1981 Józef Łabudek
- 1981–1987 Stanisław Łuczkiewicz
- 1987–1990 Franciszek Strzałka

## Bydgoskie
- 1973–1981 Edmund Lehmann
- 1981 Roman Bąk
- 1981–1984 Bogdan Królewski
- 1984–1990 Stanisław Kubczak

## Chełmskie
- 1975–1984 Alojzy Zieliński
- 1984–1990 Jan Łaszcz

## Ciechanowskie
- 1975–1987 Jerzy Wierzchowski
- 1987–1990 Franciszek Budzianowski

## Częstochowskie
- 1975–1980 Mirosław Wierzbicki
- 1980–1990 Grzegorz Lipowski

## Elbląskie
- 1975–1981 Leszek Lorbiecki
- 1981 Zdzisław Olszewski
- 1981–1989 Ryszard Urliński

## Gdańskie
- 1972–1979 Henryk Śliwowski
- 1979–1981 Jerzy Kołodziejski
- 1981–1987 gen. Mieczysław Cygan
- 1988–1990 Jerzy Jędykiewicz

## Gorzowskie
- 1975–1988 Stanisław Nowak
- 1988–1991 Krzysztof Zaręba

## Jeleniogórskie
- 1975–1981 Maciej Szadkowski
- 1981–1983 Michał Mierzwa
- 1983–1986 Jerzy Gołaczyński
- 1986–1990 Sylwester Samol

## Kaliskie
- 1975–1979 Zbigniew Chodyła
- 1979–1981 Zdzisław Drozd
- 1982           Jan Kolenda
- 1982–1987 Kazimierz Buczma
- 1987–1990 Marian Jóźwiak[1]

## Katowickie
- 1973–1975 Jerzy Ziętek
- 1975–1978 Stanisław Kiermaszek
- 1978–1980 Zdzisław Legomski
- 1980–1981 Henryk Lichoś
- 1981–1985 gen. Roman Paszkowski
- 1985–1990 Tadeusz Wnuk

## Kieleckie
- 1974–1975 Antoni Połowniak
- 1975–1980 Józef Stański
- 1980–1990 Włodzimierz Pasternak

## Konińskie
- 1975–1980 Henryk Kaźmierczak
- 1981–1986 Edward Brzęczek
- 1986–1990 Ireneusz Mączka

## Koszalińskie
- 1975–1981 Jan Urbanowicz
- 1981–1986 Zdzisław Mazurkiewicz
- 1986–1990 Jacek Czayka

## Krakowskie
Do czasu utworzenia w 1990 roku samorządów rolę wojewodów pełnili Prezydenci Miasta Krakowa:
- 1975–1978 Jerzy Pękala
- 1978–1980 Edward Barszcz
- 1980–1982 Józef Gajewicz
- 1982–1990 Tadeusz Salwa

## Krośnieńskie
- 1975–1977 Wojciech Grochala
- 1977–1980 Stanisław Szczepański
- 1980–1989 Tadeusz Kruk

## Legnickie
- 1975–1979 Janusz Owczarek
- 1979–1980 Ryszard Romaniewicz
- 1980–1983 Zdzisław Barczewski
- 1982–1990 Ryszard Jelonek

## Leszczyńskie
- 1975–1978 Eugeniusz Pacia
- 1978–1980 Stanisław Radosz
- 1980–1986 Bernard Wawrzyniak
- 1987–1990 Józef Poniecki

## Lubelskie
- 1975–1980 Mieczysław Stępień
- 1980–1981 Eugeniusz Grabiec
- 1981–1988 Tadeusz Wilk
- 1988–1990 Stanisław Sochaj

## Łomżyńskie
- 1975–1986 Jerzy Zientara
- 1986–1990 Marek Strzaliński

## Łódzkie
- 1975–1978 Jerzy Lorens
- 1978–1985 Józef Niewiadomski
- 1985–1989 Jarosław Pietrzyk
- 1989–1990 Waldemar Bohdanowicz

## Nowosądeckie
- 1975–1980 Lech Bafia
- 1980–1990 Antoni Rączka

## Olsztyńskie
- 1973–1989 Sergiusz Rubczewski
- 1989–1990 Henryk Baranowski (pełniący obowiązki)

## Opolskie
- 1973–1980 Józef Masny
- 1981–1983 Zbigniew Mikołajewicz
- 1983–1990 Kazimierz Dzierżan

## Ostrołęckie
- 1975–1977 Józef Krotiuk
- 1977–1983 Stanisław Migza
- 1983–1990 Jarosław Niemyjski

## Pilskie
- 1975–1980 Andrzej Śliwiński
- 1980–1982 Mieczysław Lepczyński
- 1982–1987 Bogdan Dymarek
- 1987–1989 Zbigniew Rosiński

## Piotrkowskie
- 1975–1981 Leszek Wysłocki
- 1981–1987 Włodzimierz Stefański
- 1987–1990 Mieczysław Szulc

## Płockie
- 1975–1977 Kazimierz Janiak
- 1977–1980 Karol Gawłowski
- 1980–1990 Antoni Bielak

## Poznańskie
- 1975–1981 Stanisław Cozaś
- 1981–1986 Marian Król
- 1986–1990 Bronisław Stęplowski

## Przemyskie
- 1975–1976 Czesław Hodór
- 1976–1981 Zdzisław Cichocki
- 1981–1990 Andrzej Wojciechowski

## Radomskie
- 1975–1981 Roman Maćkowski
- 1981 Feliks Wojtkun
- 1981–1990 płk Alojzy Wojciechowski

## Rzeszowskie
- 1973–1977. Henryk Stefanik
- 1977–1979. Bolesław Rek
- 1979–1981. Tadeusz Materka
- 1981–1990. Henryk Ficek

## Siedleckie
- 1975–1977 Witold Dąbrowski
- 1977–1978 Zofia Grzebisz-Nowicka
- 1979–1981 Marian Woźniak
- 1981–1982 Zdzisław Żałobka
- 1983–1990 Janusz Kowalski

## Sieradzkie
- 1975–1984 Tadeusz Barczyk
- 1984–1986 Kazimierz Cłapka
- 1986–1989 Henryk Antosiak
- 1989–1991 Józef Szewczyk

## Skierniewickie
- 1975–1980 Stanisław Barański
- 1980–1990 Kazimierz Borczyk

## Słupskie
- 1975–1980 Jan Stępień
- 1980–1987 Czesław Przewoźnik
- 1988–1989 Jan Ryszard Kurylczyk
- 1989–1991 Andrzej Szczepański

## Suwalskie
- 1975–1981 Eugeniusz Złotorzyński
- 1981–1990 Kazimierz Jabłoński

## Szczecińskie
- 1973–1980 Jerzy Kuczyński
- 1980 Henryk Kanicki
- 1980–1982 Tadeusz Waluszkiewicz
- 1982–1990 Stanisław Malec

## Tarnobrzeskie
- 1975–1982 Władysław Bobek
- 1982–1989 Bogusław Jaźwiec

## Tarnowskie
- 1975–1980 Jan Sokołowski
- 1980–1990 Stanisław Nowak

## Toruńskie
- 1975–1980 Jan Przytarski
- 1981–1982 Stanisław Paczkowski
- 1982–1988 Stanisław Trokowski
- 1988–1990 Stanisław Rakowicz

## Wałbrzyskie
- 1975–1981 Antoni Trembulak
- 1981–1990 Władysław Piotrowski

## Warszawskie
- 1975–1982 Jerzy Majewski
- 1982–1986 Mieczysław Dębicki
- 1986–1990 Jerzy Bolesławski

## Włocławskie
- 1975–1977 Paweł Majewski
- 1977–1980 Edward Dobija
- 1980–1983 Roman Różycki
- 1983–1990 Tadeusz Gembicki

## Wrocławskie
- 1975–1979 Zbigniew Nadratowski
- 1979–1990 Janusz Owczarek

## Zamojskie
- 1975–1976 Tadeusz Dmyterko
- 1976–1980 Stanisław Juraszek
- 1981–1983 Stanisław Peterwas
- 1983–1986 Marian Wysocki
- 1986–1990 Bolesław Didyk

## Zielonogórskie
- 1973–1980 Jan Lembas
- 1980–1982 Zbigniew Cyganik
- 1982–1984 płk Walerian Mikołajczak
- 1984–1990 Zbyszko Piwoński